# Engalserödtjärnet
Engalserödtjärnet är en sjö i Strömstads kommun i Bohuslän och ingår i Örekilsälven-Strömsåns kustområde. Sjön är 3,9 meter djup, har en yta på 0,036 kvadratkilometer och är belägen 22 meter över havet.